# 伊崎
伊崎（いざき）は、福岡県福岡市中央区の町名。現行の行政地名は、伊崎（丁目の設定がない単独町名）であり、全域が住居表示実施済区域である。面積は7.63ヘクタール。2022年9月末現在の人口は975人。郵便番号は810-0067。

## 地理
福岡市の都心部とされる中央区天神等の西北西約2.5キロメートル、中央区の北部に位置する。北及び東で西公園と、南で荒戸及び唐人町と、西で福浜と隣接する。町域内は主に住宅地として土地利用がなされている。北側を通る港福浜線の沿線には小規模な商業施設なども立地する。

### 河川
伊崎の南側には「黒門川」が北向きから西向きに湾曲しながら流れている。

### 都市計画
都市計画に関しては、「福岡市都市計画マスタープラン」において定められた方針については次のとおりである。幹線道路である港福浜線及び黒門福浜線（福岡市道路愛称：「黒門川通り」）の沿道は、商業、業務、サービス施設や中高層住宅などが連続した「沿道軸」に位置付けられている。伊崎は、戸建住宅などの低層住宅が大部分を占めるが、一部中層住宅などが立地する「低中層住宅ゾーン」に位置付けられ、狭隘道路（幅員4メートル未満）の改善などが課題とされている。用途地域は、港福浜線の道路境界線から概ね50メートルの範囲が第二種住居地域に、これ以外の範囲が第一種住居地域に指定されている。

## 語源
1966年（昭和41年）から現在に至る地名の「伊崎」は、旧町名の「伊崎浦」による。伊崎浦は元和初年に長門国の浪人石井六兵衛が当地に漁村を開き、故郷の地名をとって伊崎浦と名付けたことに由来するという。大正中期までは、当地から地行、百道までは白砂の浜で、漁が盛んであった。その後、地先の公有水面（現在の福浜）が埋立てられ、浦の性格がなくなったため伊崎と命名された。

## 人口
伊崎の人口の推移を福岡市の住民基本台帳（公称町別）に基づき示す（単位：人）。集計時点は各年9月末現在である。
- 2001年（平成13年）：1,122
- 2002年（平成14年）：1,135
- 2003年（平成15年）：1,099
- 2004年（平成16年）：1,095
- 2005年（平成17年）：1,100
- 2006年（平成18年）：1,076
- 2007年（平成19年）：1,075
- 2008年（平成20年）：1,071
- 2009年（平成21年）：1,098
- 2010年（平成22年）：1,066
- 2011年（平成23年）：1,062
- 2012年（平成24年）：1,057
- 2013年（平成25年）：1,016
- 2014年（平成26年）：1,000
- 2015年（平成27年）：976
- 2016年（平成28年）：976
- 2017年（平成29年）：976
- 2018年（平成30年）：936
- 2019年（令和元年）：931
- 2020年（令和2年）：945
- 2021年（令和3年）：972
- 2022年（令和4年）：975

## 交通

### 鉄道
鉄道は通っていない。最寄りの鉄道駅は福岡市交通局が運営する福岡市地下鉄空港線の次の駅である。
- 唐人町駅（距離は道程で約0.9から1.3キロメートル）
- 大濠公園駅（距離は道程で約1.1から1.7キロメートル）

### バス
バスについては、西日本鉄道株式会社が運営するバスが運行しており、次の停留所がある。

#### 港福浜線沿い
- 伊崎
- 中央市民プール前（福浜及び西公園）

#### 黒門川通り沿い
- 唐人町三丁目（唐人町及び荒戸）

### 道路
主な幹線道路は次の通り。

#### 都市高速道路
都市高速道路としては、町外ではあるが、北側に福岡高速環状線が通っており、荒津二丁目（約0.4キロメートル）に次の出入口がある。
- 西公園出入口（料金所・ランプ）

#### 市道
福岡市が管理する市道の主要なものは次のとおりである。
- 港福浜線
- 黒門川通り[注釈 2]（黒門福浜線）

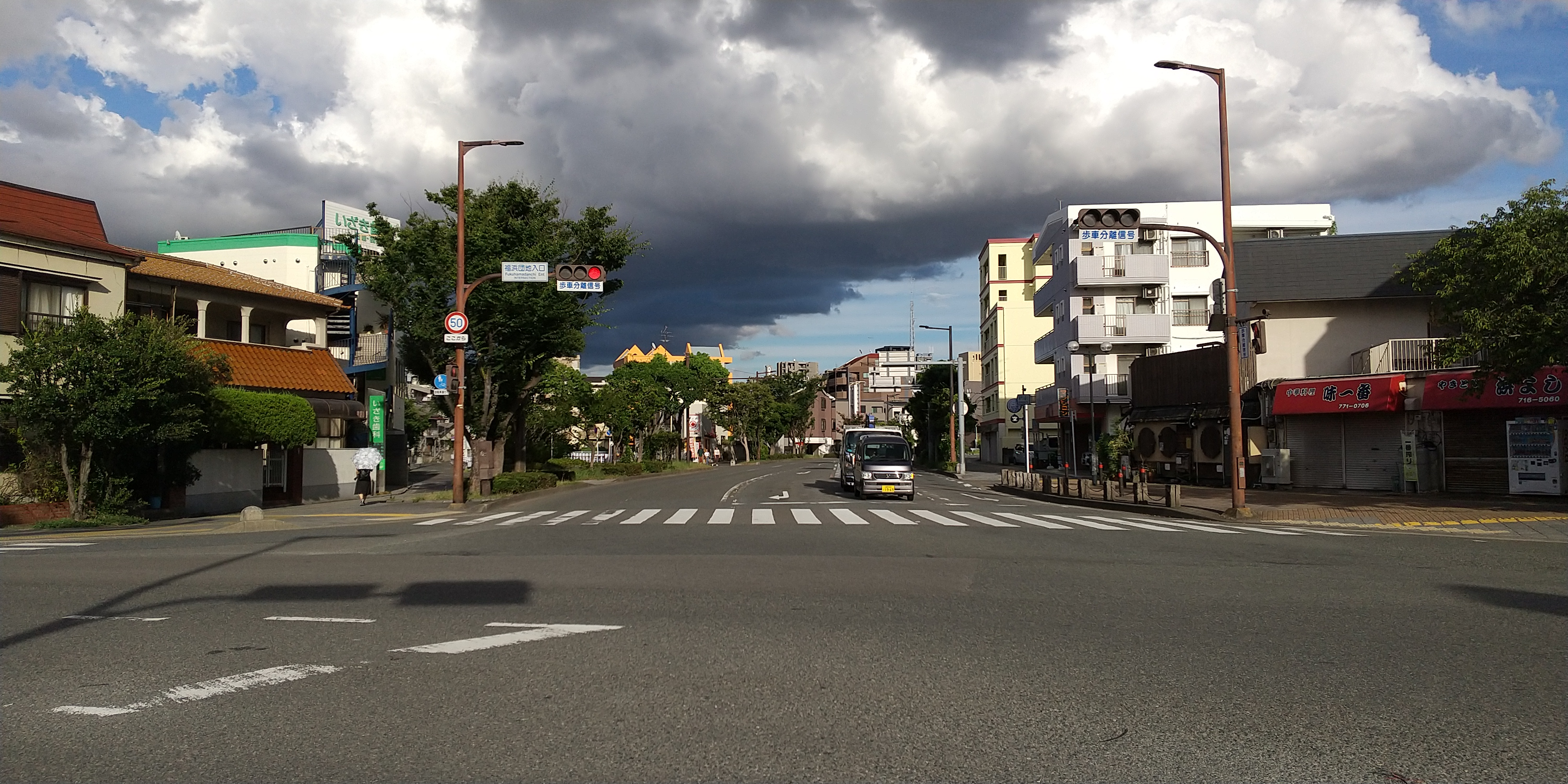
黒門川通り（福浜団地交差点より、左：伊崎、右：唐人町）

## 施設

### 公共・公益施設
- 伊崎公園[注釈 3]
- 社会福祉法人筑風会あけぼの保育園（伊崎14番1号）

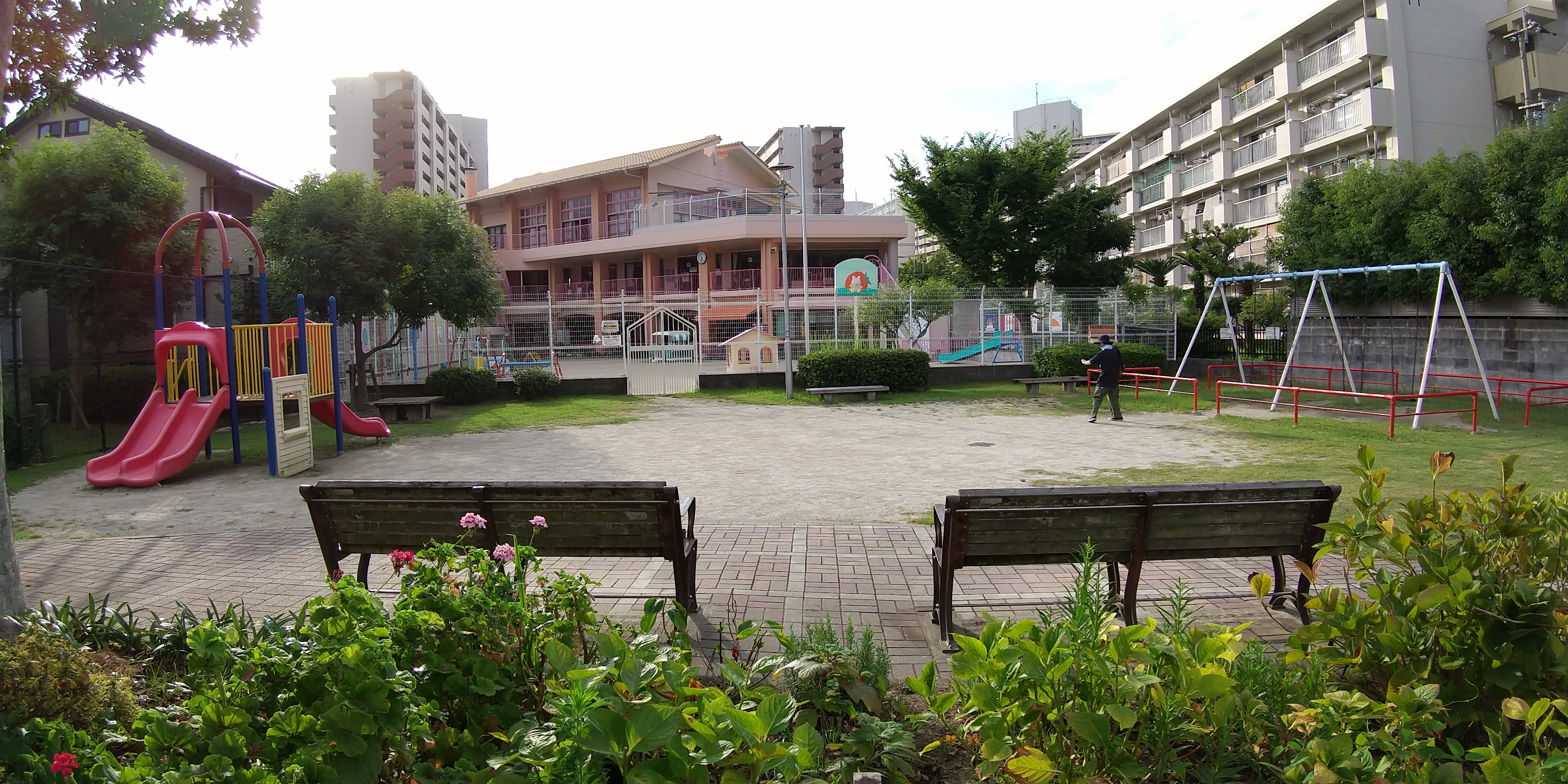
伊崎公園（奥にあけぼの保育園）

### 学校
町内に学校は存在しないが、校区については、小学校区、中学校区についてそれぞれ次の学校の校区に属する。
- 小学校：福岡市立当仁小学校（とうにんしょうがっこう、唐人町三丁目1番45号）
- 中学校：福岡市立当仁中学校（とうじんちゅうがっこう、福浜二丁目7番1号）

### 住宅
伊崎は、一戸建ての住宅などの低層建築物が多いが、共同住宅など中層建築物も立地し、その一部は次の市営住宅である。
- 福岡市営伊崎浦住宅[注釈 4]

## 名所・旧跡
- 簗所跡（やなしょあと）[注釈 5]
- 伊崎恵比寿神社の跡（いざきえびすじんじゃのあと）・防波堤記念碑[注釈 6]

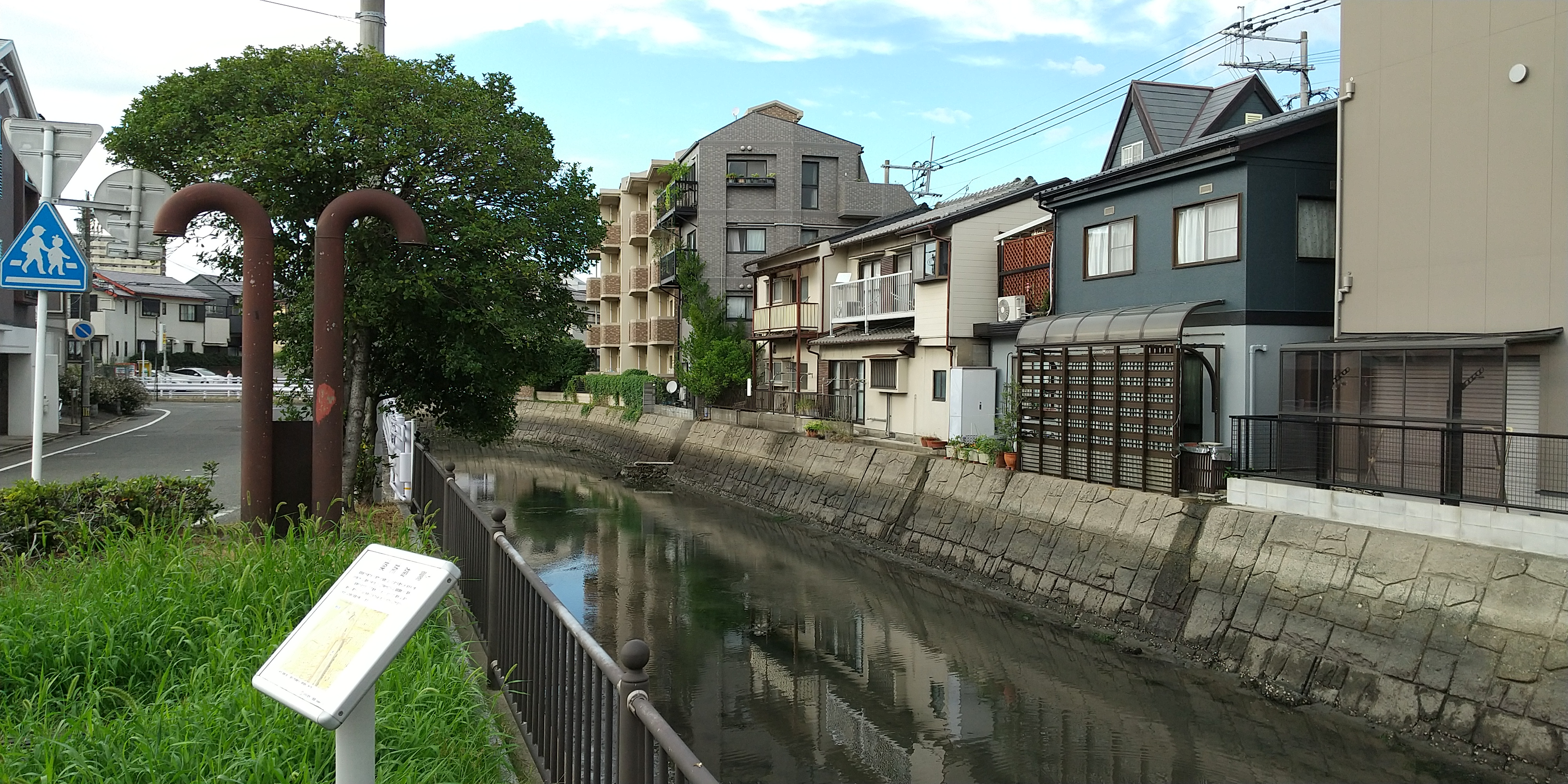
簗所跡
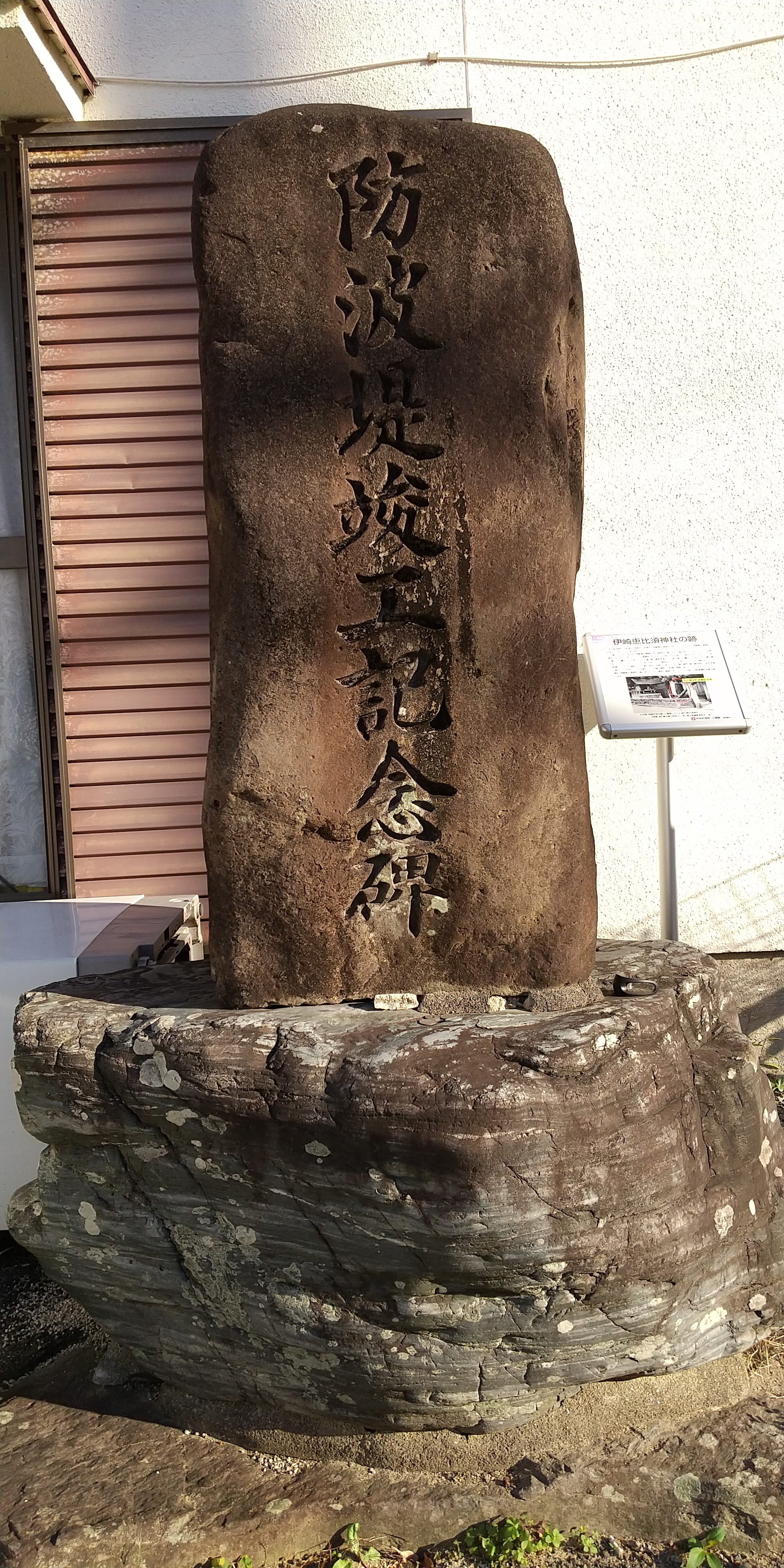
伊崎恵比寿神社の跡・防波堤記念碑